# FFOS
FFOS (遠隔操縦観測システム, Enkaku Soujuu Kansokushi System, Flying Forward Observation System) là loại máy bay trực thăng không người lái được phát triển cho lực lượng phòng vệ mặt đất Nhật Bản. Nó được dùng để do thám và thu thập tin tức trong một vùng khoảng 100 km từ trên không xung quanh nơi điều khiển. Máy bay hiện được trang bị hầu hết cho các lực lượng mặt đất chủ yếu ở phía Tây Nhật Bản, ngoài ra Cơ quan khí tượng Nhật Bản còn dùng để theo dõi các hoạt động núi lửa cũng như dùng để thu thập tin tức từ các khu vực đang có thảm họa và đang xem xét dùng cho lực lượng cảnh sát biển trong việc đi tuần chống xâm nhập.
Trực thăng có trọng lượng tổng thể là 275 kg, được lắp một động cơ tua bin với các trang bị dùng để đi tuần như máy quay hồng ngoại. Máy bay có thể bay với chế độ tự động để người lái tập trung vào việc quan sát với chương trình lái tự động riêng. FFOS có hệ thống tự hủy để đảm bảo bí mật khi có trục trặc xảy ra với máy bay.

## Lịch sử
Viện nghiên cứu kỹ thuật và Phát triển Nhật Bản đã nghiên cứu loại máy bay này từ năm 1988 nhưng do một vụ tai nạn nên chương trình bị gác qua một bên trong một thời gian. Sau đó tập đoàn nhà máy công nghiệp nặng Fuji đã tiếp tục tiến hành phát triển loại máy bay này và hoàn tất việc thiết kế vào năm 1996 sau các cuộc thử nghiệm với lực lượng phòng vệ mặt đất.
Sau khi kết quả nghiên cứu được báo cáo lên Cục Phòng vệ Nhật Bản (nay là Bộ quốc phòng Nhật Bản) và tập đoàn đã nhận được 5 triệu Yên như một phần thưởng cho việc ra mắt mẫu thử nghiệm này cùng mẫu mới của máy bay Shin Meiwa US-1A và bắt đầu cấp kinh phí để tiếp tục phát triển dự án vào năm 1996. Tuy nhiên giám đốc Cục Phòng vệ Nhật Bản lại bị bắt năm 1998 do nghi ngờ nhận hối lộ và Cục Phòng vệ đã đình chỉ tất cả các giao dịch cũng như kinh phí với tập đoàn Fuji trong vòng một năm nên chương trình phát triển bị tạm hoãn.
Việc sản xuất thử nghiệm loại máy bay này bắt đầu được thực hiện năm 2001. Và đến năm 2004 thì việc chế tạo hàng loạt bắt đầu được tiến hành để trang bị. Đến năm 2007 thì việc nâng cấp hàng loạt cũng được tiến hành và trở thành một phần của hệ thống trinh sát FFRS (新無人偵察機システム, Flying Forward Reconnaissance System)